# G.J. de Jonghweg

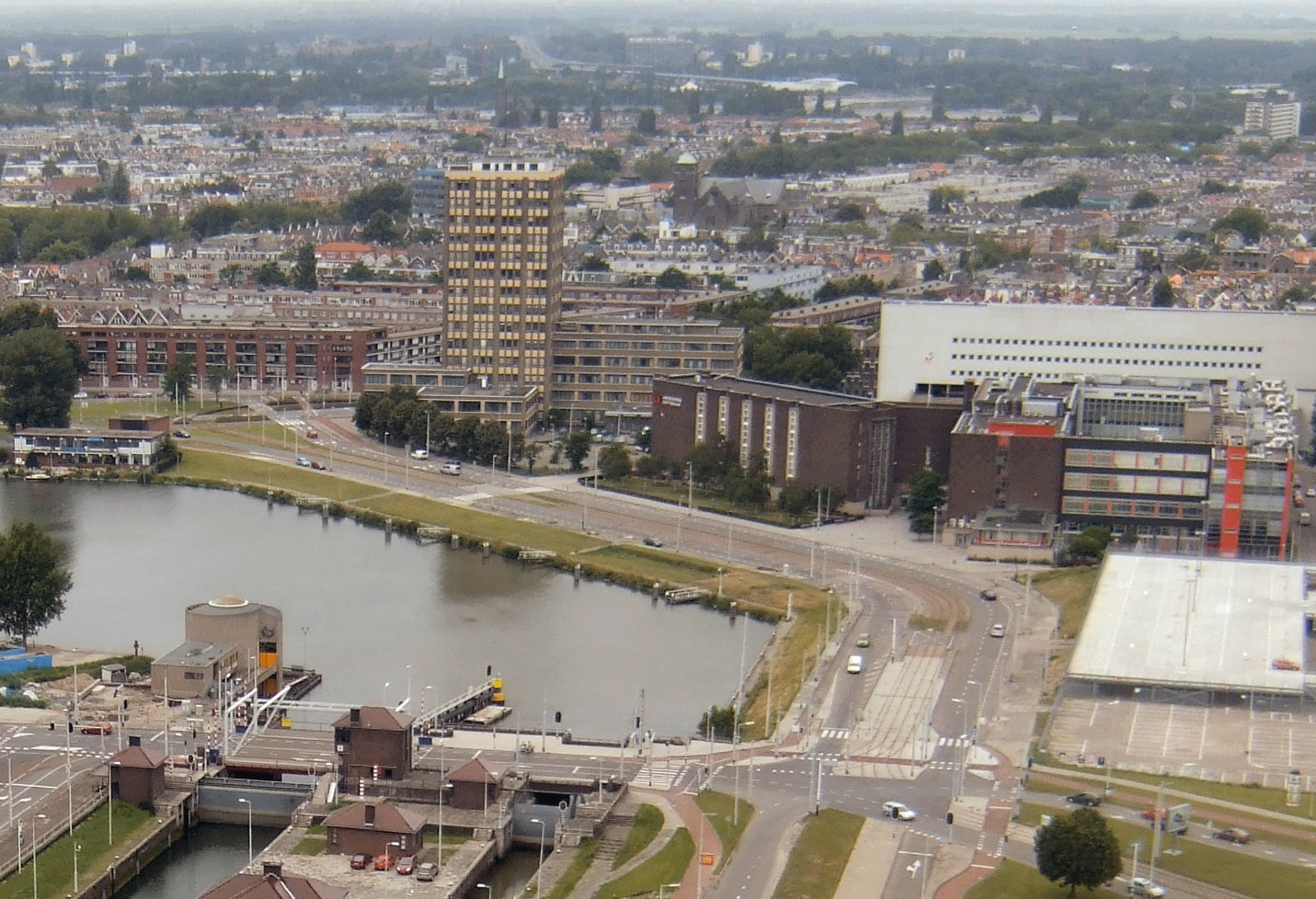
De G.J. de Jonghweg, gezien vanaf de Euromast

De G.J. de Jonghweg is een Rotterdamse weg in het verlengde van de Parkhaven, die de Westzeedijk met de Rochussenstraat verbindt. De weg loopt langs de Coolhaven en is vernoemd naar Gerrit Johannes de Jongh, die van 1879 tot 1910 de scepter zwaaide over de dienst Gemeentewerken Rotterdam.
De G.J. de Jonghweg ligt op het voormalige Land van Hoboken en aangelegd in de periode 1930-1939.

## Bebouwing
De belangrijkste gebouwen aan de G.J. de Jonghweg zijn:
- Het gebouw van de Hogeschool Rotterdam, technische faculteit, voorheen Hogere Technische School van de Academie van Beeldende Kunsten en Technische Wetenschappen.
- Het GEB-gebouw, lange tijd het hoogste kantoorgebouw van Nederland
- De Deense Zeemanskerk.

## Tippelzone
De G.J. de Jonghweg werd in 1984 aangewezen als gedoogplaats voor straatprostitutie (zie Prostitutie in Rotterdam, Tippelprostitutie). De effecten van de activiteiten in de gedoogzone werden gaandeweg ook waarneembaar in de omliggende straten, waaronder de ooit deftige Heemraadssingel. In 1994 mondden de oplopende problemen uit in verplaatsing van de tippelzone naar een afgesloten terrein bij de havens, aan de Keileweg.
Aelbrechtskade ·
Beukelsdijk ·
G.J. de Jonghweg ·
's-Gravendijkwal ·
Havenstraat ·
Henegouwerlaan ·
Keilestraat ·
Keileweg ·
Marconiplein ·
Mathenesserlaan ·
Mathenesserplein ·
Müllerpier ·
Nieuwe Binnenweg ·
Piet Heynsplein ·
Piet Heynstraat ·
Puntegaalstraat ·
Rochussenstraat ·
Schiedamseweg ·
Vierhavensstraat ·
Westzeedijk